# Luxemburgs spårvägsmuseum

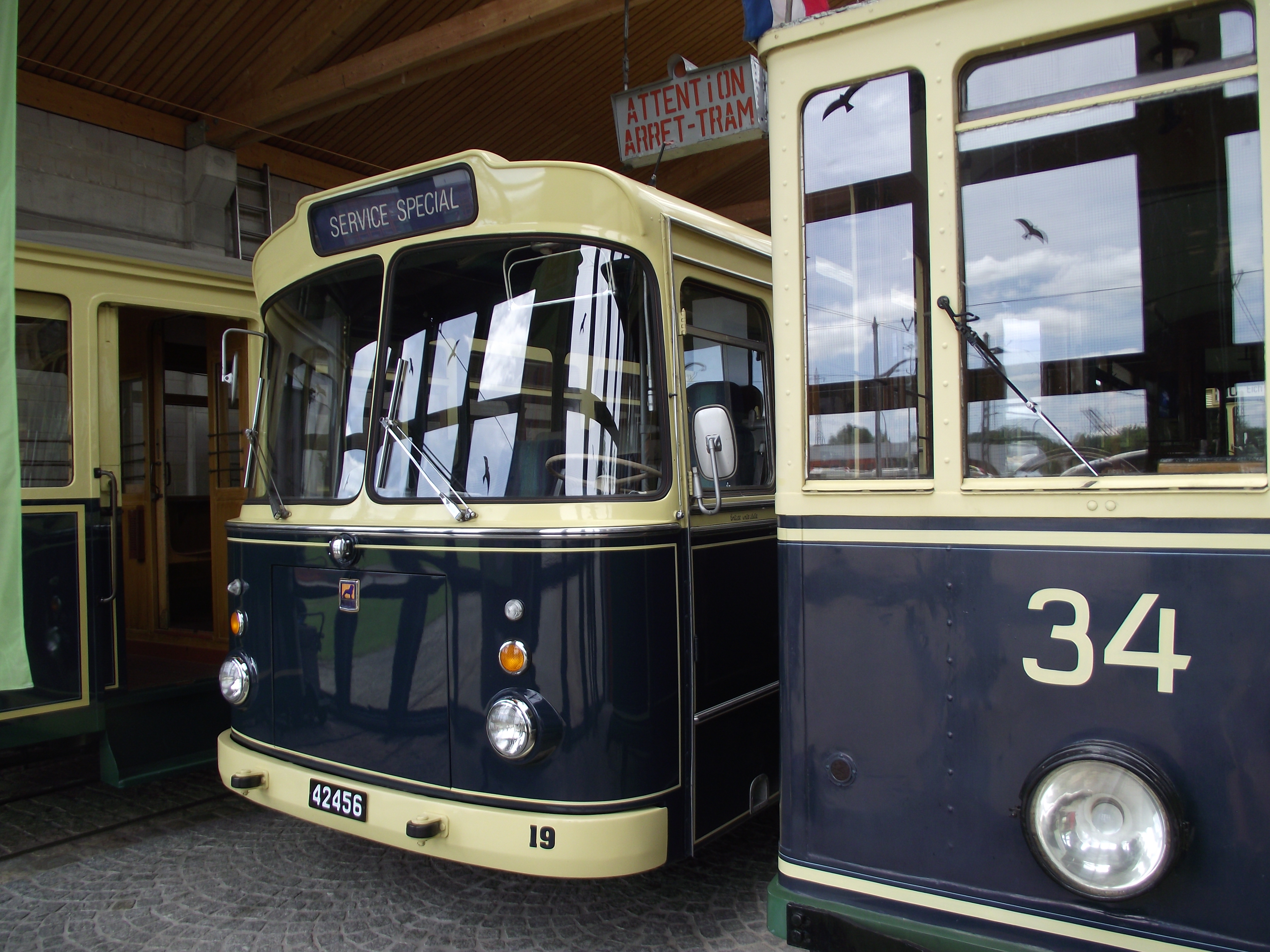
Büssingbuss och spårvagn TVL 34, byggd av Waggon-Fabrik Uerdingen 1931

Luxemburgs spårvägsmuseum (franska: Musée des tramways et de bus de la ville de Luxembourg, tyska och luxemburgiska: Tramsmusée) är ett museum för kollektivtrafik i staden Luxemburg i Storhertigdömet Luxemburg.
Museet ligger i stadsdelen Hollerich i en depå för det kommunala bussbolaget. Det disponerar över två spår i hallen, vilka är förbundna med ett spår på 80 meter utomhus som tillåter en kortare körning för museets spårvagnar.
Museet har fyra spårvagnsenheter, varav två elmotorvagnar i körskick från den tidigare Luxemburgs spårväg, som bedrev spårvagnstrafik till 1964, samt en replika av en hästspårvagn. Det finns också två bussar av modell Büssing 6500T respektive Jonckheere AEC Regal IV samt ett underhållsfordon för kontaktledningar av märket Ford.

## Bildgalleri

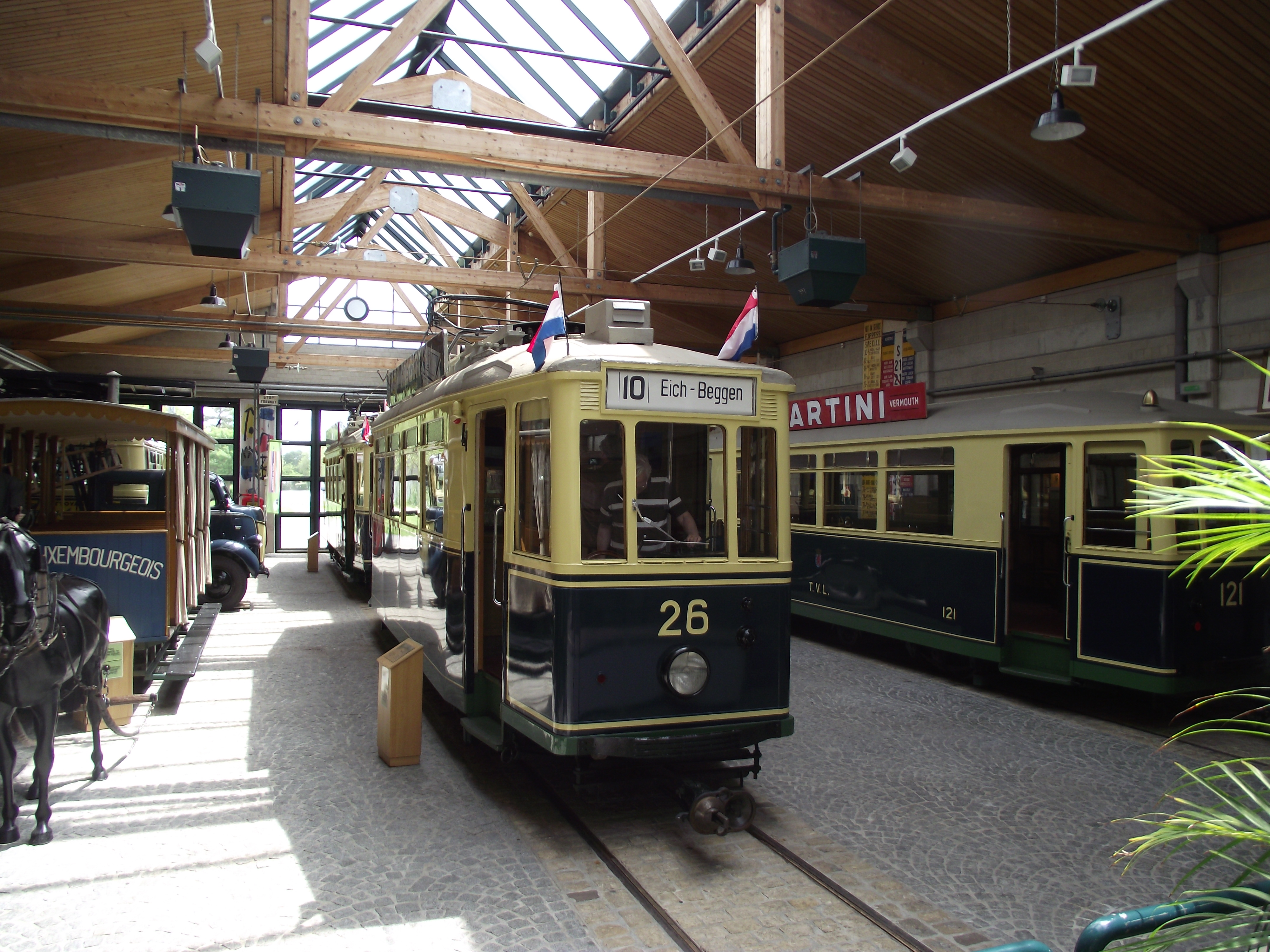
Museiinteriör
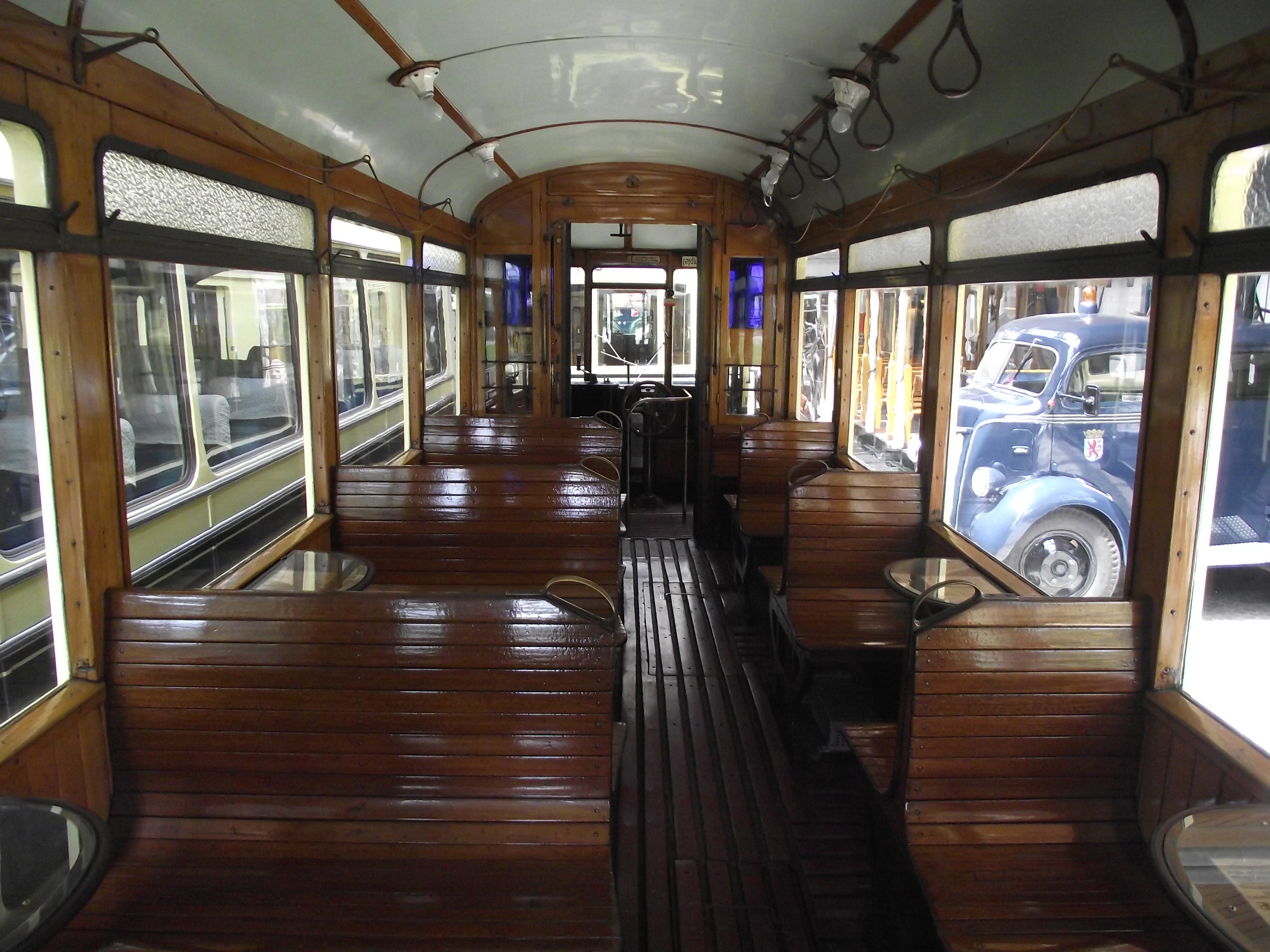
Spårvagnsinteriör
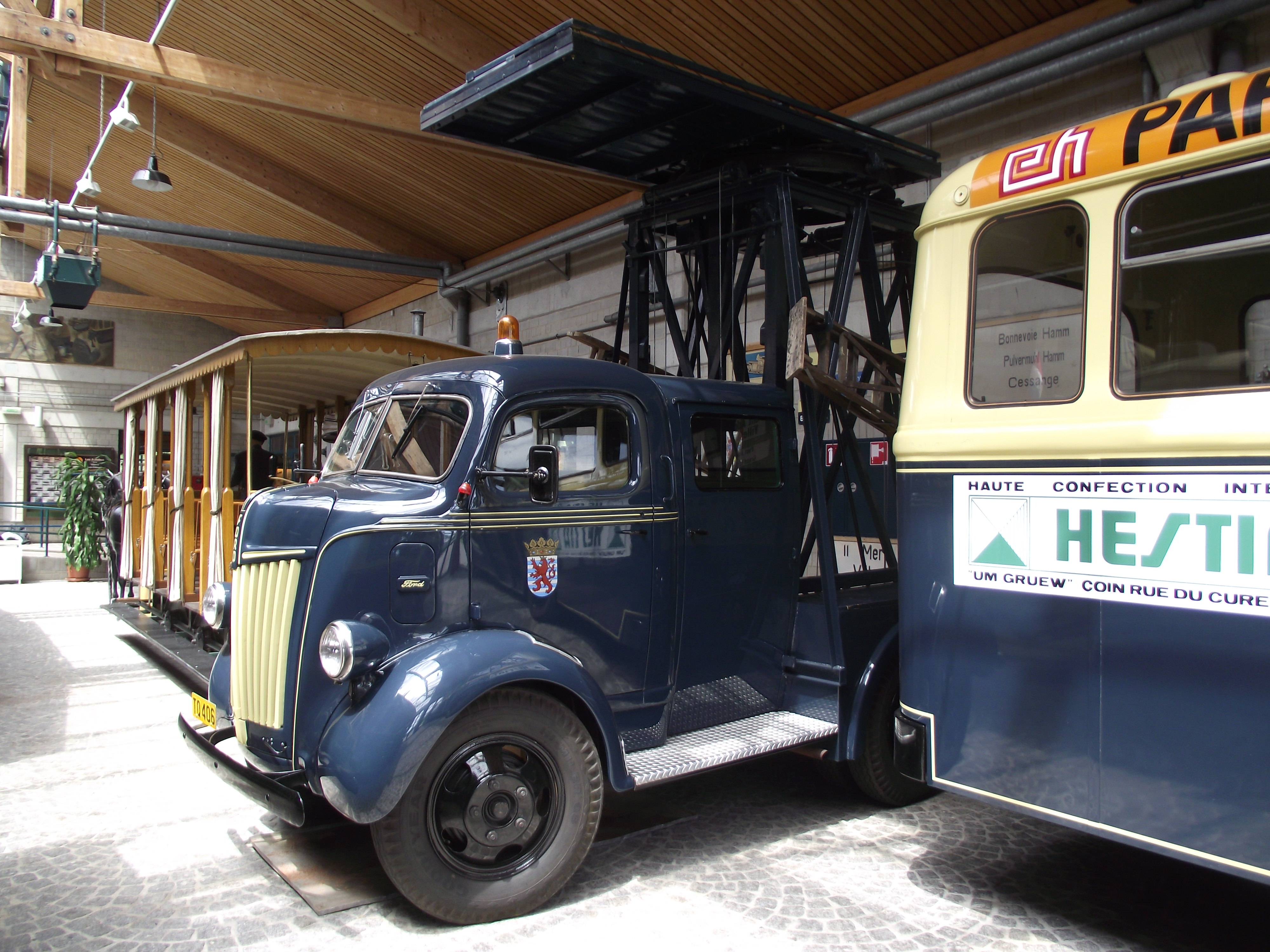
En Ford underhållslastbil